# Monticello (Virginia)
Monticello a neve Thomas Jefferson saját tervezésű házának, amely Virginia államban, Charlottesville mellett található. A ház 1769-1809 között épült, stílusában Andrea Palladio hatását tükrözi. 1987 óta az UNESCO világörökség része, a Jefferson által alapított Virginiai Egyetemmel együtt.